# Грава, Улдис
У́лдис-И́варс Гра́ва (латыш. Uldis-Ivars Grava; 1 апреля 1938, Лиепая — 19 января 2018, Рига) — латвийский журналист, общественный деятель и политик. В 1970—1972 — руководитель Объединения свободных латышей мира. В 2006—2010 — депутат Сейма Латвии. Офицер ордена Трёх звёзд.

## Биография
Родился 1 апреля 1938 года в Лиепае в семье учителей. Во время Второй мировой войны в 1944 году эмигрировал в Германию, но уже в 1950 году переехал в США. Высшее образование получил в Колумбийском университете в Нью-Йорке с дипломом бакалавра по экономике. После учёбы работал журналистом в СМИ. С 1970 по 1972 — руководитель Объединения свободных латышей мира. Занимал должность вице-президента Американской ассоциации газет и должность директора по торговому планированию.
В 1992 году иммигрирует в Европу, где работает директором отдела торговли и развития Радио Свободная Европа/Радио Свобода, одновременно возглавляет латышскую редакцию этой радиостанции. В 1995 году награждён орденом Трёх звёзд. С 2002 по 2004 год — генеральный директор Латвийского телевидения. 17 февраля 2011 года назначен в совет правления Lattelecom.
В 2003 году вступил в партию «Новое время», c 2004 — генеральный секретарь партии. В 2005 году избран в Лиепайскую думу. В 2006 году избран депутатом 9-го Сейма Латвии от партии «Новое время».